# 3905 Doppler
3905 Doppler (1984 QO) là một tiểu hành tinh vành đai chính được phát hiện ngày 28 tháng 8 năm 1984 bởi A. Mrkos ở Klet và named for Christian Doppler.